# Martí Rosselló
Martí Rosselló i Lloveras, (Premiá de Mar, 1953 – 31 de enero de 2010) fue un poeta y escritor español en lengua catalana. Vivió toda su vida en Premiá de Mar, donde trabajaba como bibliotecario. Era además colaborador del periódico El Punt y de Ràdio Premià de Mar así como impulsor y dinamizador cultural en la población. 
Su producción comienza a finales de los 70 bajo el paraguas del grupo literario "La font del cargol", formado por escritores y poetas de Premiá de Mar, Premiá de Dalt y otras poblaciones cercanas. Más tarde, siguió publicando poesía y, en algunos casos, autoeditando obras. En 2006, Anna K., su libro de más éxito, fue finalista del Premi Llibreter y se tradujo al francés. 
Después de su súbita muerte en enero de 2010 se decidió poner su nombre a la nueva biblioteca municipal de la localidad. Martí Rosselló había sido durante años bibliotecario en la antigua biblioteca de Can Manent, en Premiá de Mar y, junto con una parte importante de la población, reivindicó la construcción de una nueva biblioteca en el municipio. La biblioteca Martí Rosselló fue inaugurada a los pocos meses de su fallecimiento y actualmente cuenta con un fondo especializado en la obra del autor. 

## Obra destacada (en catalán)

### Poesía
- Filmonogràfic, (1980), Oikos-Tau, ISBN 84-281-0482-4
- Figures amb nom, (1995), L'Aixernador, ISBN 84-88568-27-4
- L’amable abisme del record, (1999)
- Inventari parcial d’excuses per viure, (2001), Quaderns Crema, ISBN 84-7727-338-3

### Narrativa
- Anna K., (2000), Quaderns Crema, ISBN 84-7727-289-2
- Parelles de tres, (2003), Quaderns Crema, ISBN 84-7727-395-0